# Hujwa
Hujwa – osiedle typu miejskiego w obwodzie żytomierskim Ukrainy, nad rzeką Hujwą.
Powstało w 1931, status osiedla typu miejskiego posiada od 1963. Ludność liczy około 700 osób.